# Antianginos
Antianginoasele sunt medicamente care pot fi utilizate în tratamentul anginei pectorale. Principalele mecanisme prin care aceste medicamente acționează sunt: scăderea necesarului de oxigen miocardic (prin deprimarea miocardului și scăderea pre- și postsarcinii) și creșterea aportului de oxigen miocardic (prin coronarodilatație și creșterea duratei de perfuzie).

## Clasificare
Antianginoasele sunt clasificate de obicei în: nitrați organici, antagoniști calcici, beta-blocante și altele.

### Nitrați organici
Nitrații produc o vasodilatație la nivelul vaselor de sânge, datorită eliberării de NO având efecte precum: coronarodialația, arteriolodialația și venodialația (în special). Exemple includ: nitroglicerină, izosorbid mononitrat, izosorbid dinitrat și pentaeritril tetranitrat.

### Beta-blocante
Beta-blocantele sunt utilizate ca profilactice ale anginei pectorale și reduc necesarul de oxigen sub limita care declanșează criza anginoasă. Exemple includ: acebutolol, metoprolol (cardioselective), oxprenolol și sotalol (neselective).

### Blocante ale canalelor de calciu
Blocantele ale canalelor de calciu (Ca++) sunt utilizate în tratamentul anginei cronice stabile și nu în cea instabilă, dar sunt utilizate și ca antiaritimice de clasă IV. Exemple sunt: verapamil, amlodipină, nifedipină și diltiazem.

### Alte tipuri
- Nicorandil este un nitroderivat ce activează canalele de potasiu
- Molsidomina eliberează NO
- Ranolazină
- Ivabradină